# Sandra Lee
Sandra Siew Peen Lee (New York, 20 dicembre 1970) è una dermatologa, personaggio televisivo e youtuber statunitense, nota per il reality Dr. Pimple Popper, la dottoressa schiacciabrufoli.

## Biografia
Nata a Flushing, New York, da genitori cinesi; suo padre, un dermatologo in pensione, è cinese singaporiano mentre sua madre è cinese malese. Entrambi i suoi genitori provenivano da famiglie con dieci figli e avevano vissuto in condizioni di povertà. I suoi genitori emigrarono a New York nel 1969 e la famiglia si trasferì nel sud della California quando lei aveva cinque anni.
La dottoressa Lee ha frequentato l'UCLA. Durante questo periodo, ha lavorato anche part-time come assistente medico per un allergologo nel centro di Los Angeles. Dopo la laurea all'UCLA, ha frequentato la scuola di medicina presso il Drexel University College of Medicine e si è laureata nel 1998. La dottoressa Lee completò la sua laurea in dermatologia alla Southern Illinois University. Dopo la laurea, si recò a San Diego per approfondire la sua esperienza con la chirurgia laser, dermatologica ed estetica. La dottoressa Lee risiede nella città di Upland insieme a suo marito, il dottor Jeffrey Rebish, e lavora presso la Skin Physicians & Surgeons.

### Youtube e televisione
Nel 2010 la dottoressa Lee ha iniziato a caricare video su YouTube ma non ne ha pubblicati molti fino al 2015, dopo aver notato la popolarità dei suoi video su Instagram di estrazioni cutanee. In cambio dell'autorizzazione scritta del cliente per registrare e pubblicare i contenuti, la Lee offre ai pazienti trattamenti scontati o gratuiti.
Nel 2018, la dottoressa Lee ha firmato con TLC per la sua serie tv Dr. Pimple Popper, presentata in anteprima l'11 luglio. Un episodio speciale di Natale del Dr. Pimple Popper andò in onda il 13 dicembre 2018. La seconda stagione del Dr. Pimple Popper fu presentata in anteprima nel gennaio 2019 e la terza stagione fu presentata in anteprima negli Stati Uniti l'11 luglio 2019.

## Certificazioni
La dottoressa Lee è un dermatologo certificato e membro dell'American Academy of Dermatology, dell'American Academy of Cosmetic Surgery, dell'American Society for Dermatologic Surgery e dell'American Society for Mohs Surgery. Nel 2017, la Lee ha lanciato la sua linea di prodotti per la cura della pelle, SLMD Skincare Products. I prodotti della linea includono detergenti e lozioni per l'acne, trattamenti chiarificanti con retinolo e creme idratanti quotidiane. In precedenza, la Lee vendeva anche estrattori di comedoni e altri prodotti con il nome del suo canale.

## Nella cultura di massa
- Il game show di Comedy Central @Midnight ha menzionato la sua crescente popolarità su Instagram durante un episodio[senza fonte].
- La dottoressa Lee è seguita da oltre 7,4 milioni di persone (a giugno 2022) sul suo canale YouTube, con un totale di oltre un miliardo di spettatori[1]. Il 14 agosto 2018, ha fatto un'apparizione come ospite su Jimmy Kimmel Live![11].